# Silikonie
Silikonie (v anglickém originále Siliconia) je druhý díl dvanácté řady (a celkově šedesátý devátý) britského sci-fi sitcomu Červený trpaslík. Poprvé byla epizoda odvysílána 19. října 2017 na britském televizním kanálu Dave.

## Námět
Posádka Trpaslíka se dostane pod nadvládu robotů ze série 3000 a za trest jsou proměněni právě v tyto roboty. Jejich novým životním cílem se stane hledání Silikonie, bájné zaslíbené země určené všem strojům.

## Děj
Kryton je jako obvykle využíván ostatními členy posádky k otrocké práci, přesto se mu podaří něco pozoruhodného. Najde kytaru Davida Listera, která byla před lety úmyslně vystřelena do vesmíru Kocourem a Rimmerem. Pokus o její vyzvednutí skončí úspěchem, jenže náhle je Kosmik zachycen neznámou maskovanou lodí. Jde o nákladní loď SS Vespasianus. Vzápětí je Kocour napaden skupinou androidů, kteří si říkají Mechanizovaná Intergalaktická Liberální Fronta, zkráceně MILFka. Jejich úkolem je brázdít vesmír a osvobozovat zotročené stroje na cestě do Silikonie, bájné země, kde jsou všechny přístroje svobodné.
Živí členové posádky jsou obžalováni ze zotročování androida a odsouzeni nejprve k robotizaci: jejich mysl je nahrána do androidů série 3000. MILFka tím zároveň dodrží tři Asimovovy zákony robotiky. Druhou částí trestu je vykonávání všech činností, které kdy požadovali po Krytonovi. Postupem času se Kocourovi, Rimmerovi i Listerovi začne jejich osobnost vytrácet, a tak se rozhodnou utéct. Rimmer je ovšem proti, jeho neurózy, závist ani ctižádost už ho netrápí, a tak útěk odmítne. Lister a Kocour dorazí do strojovny, kde narazí na další skupinu androidů, ale tohle je série 3000 typ 2. Ta je technologicky zaostalejší než typ 3, který na lodí vládne a vše řídí. Typ 2 tak plní roli otroků, navíc nemohou přijít do Silikonie. Lister nakonec dorazí do velína a zde na poslední chvíli přemluví Krytona, aby se k MILFce nepřidával. Za to jsou oba odsouzeni k souboji v Klínoseu, kde droidi, kteří zradí MILF, svedou boj pomocí mopů. Vítěz může být přijat zpátky, poražený je vystřelen do mrazivého vesmíru. Lister zvítězí, ale než může být trest vykonán, SS Vespasianus dorazí k Silikonii. Zatímco jsou androidi vylepšováni na typ 4, převede Kryton Trpaslíkovce zpátky do jejich fyzických těl.
Posádka Vespasiana si je konečně rovná a vydá se do vesmíru vyčistit všechny skvrny. A Lister si konečně může zahrát na svou znovunalezenou kytaru.